# Baggy (indumento)

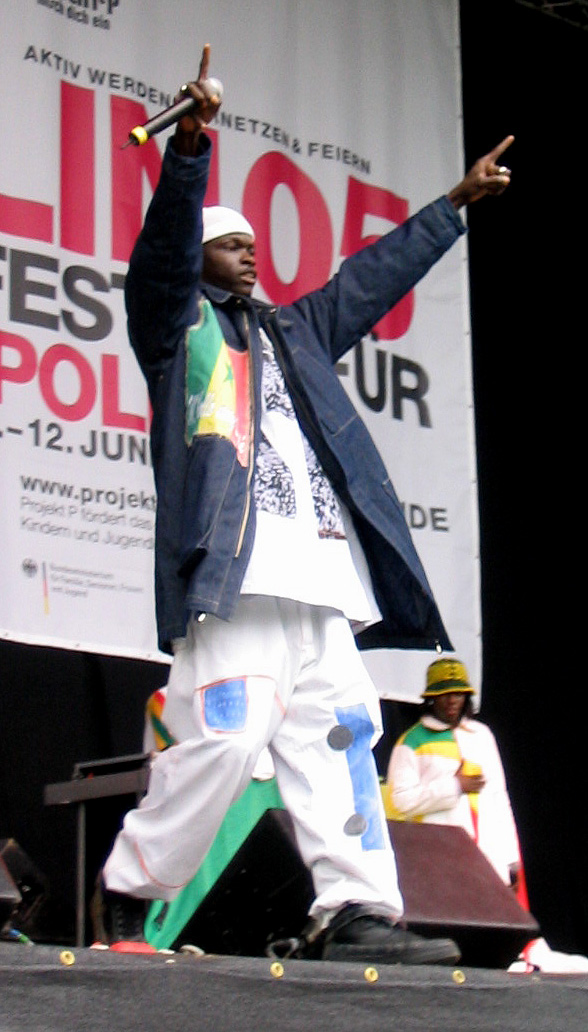
il rapper Faada Freddy in Germania nel 2005, con addosso un paio di pantaloni baggy.

I baggy sono un tipo di pantalone, la cui particolarità è l'essere grandi oltremisura.
Ispirati al modello dei pantaloni da lavoro, che dovevano essere larghi per garantire comodità a chi li indossava, e ricchi di tasche per facilitare le varie mansioni, i Baggy fanno parte principalmente della moda hip hop dei primi anni 2000.
Vanno indossati appoggiati sui fianchi e privi di cintura, lasciando in vista parte della biancheria intima (stile sagging). Erano utilizzati dai carcerati, in quanto questi non potevano indossare cinture per evitarne un uso improprio.
Da dopo la pandemia di COVID-19 i pantaloni baggy sono diventati molto popolari tra i giovani.